# Televiziune prin satelit

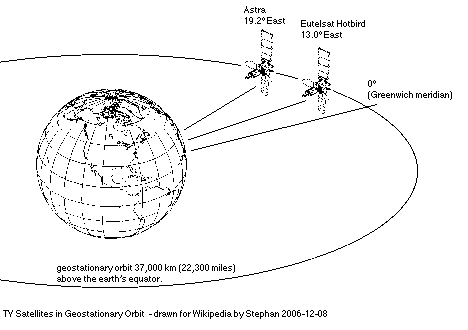
Sateliți TV în orbită geostaționară

Televiziunea prin satelit (în engleză: satellite television) este televiziunea ce transmite prin intermediul sateliților aflați în orbită geostaționară, programe de radio și de televiziune, analogice și digitale. 
Transmisia televiziunii digitale prin intermediul sateliților se face utilizând sistemul DVB-S (direct broadcast satellite - standard), dezvoltat în 1993 și adoptat în 1994.
Programele TV transmise prin satelit sunt recepționate de stații aflate la sol și distribuite prin emițătoare și translatoare pentru acoperirea unui anumit teritoriu sau sunt recepționate direct de către receptori aflați la utilizator, (direct-to-home television - DTH) folosind antene individuale. Televiziunea prin satelit este uneori cunoscută doar cu denumirea DTH.

## Scurt istoric
Primul semnal de televiziune prin satelit a fost transmis în anul 1962 din Europa către America de Nord prin satelitul Telstar.
Syncom 3, primul satelit geostaționar de comunicații, a fost lansat în 1964. 
Pentru coordonarea activităților de comunicații prin satelit, în anul 1964 a luat ființă în S.U.A firma COMSAT, iar pe plan internațional consorțiul Intelsat, cu rol în proiectarea, dezvoltarea, construirea, întreținerea și operarea rețelei de sateliți comerciali.
Primul satelit comercial de comunicații, Intelsat I (Early Bird), a fost lansat pe o orbită sincronă la data de 6 aprilie 1965.
În anul 1967 a fost creată în U.R.S.S., prima rețea națională de televiziune prin satelit, Orbita, folosind satelitul Molnya pentru retransmisie și furnizarea de semnal TV către stații de la sol care emiteau apoi programul TV.
Primul satelit nord-american pentru semnal de televiziune a fost Anik 1, satelit canadian geostaționar lansat în 1972.
În anul 1974, a fost lansat ATS-6, primul experiment de învățământ cu transmisie directă prin satelit.
Satelitul geostaționar Ekran, capabil să transmită semnal de televiziune DTH, a fost lansat în 1976 în U.R.S.S.
În jurul anilor 1980, dezvoltarea televiziunii prin satelit a fost posibilă datorită tehnicii avansate din domeniul sateliților și a recepției datelor transmise prin sateliți. Industria s-a dezvoltat mai întâi în Statele Unite ale Americii, unde în numeroase cămine au fost instalate antene parabolice de dimensiuni mari.
Primul serviciu DVB-S a fost oferit pe piață în 1995 de operatorul cu plată Canalplus din Franța.

## Funcționare

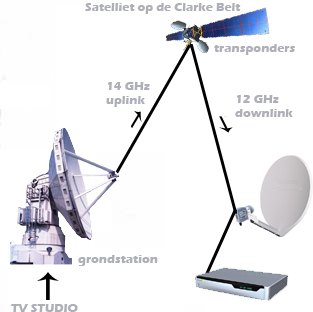
Modul cum funcționează televiziunea prin satelit

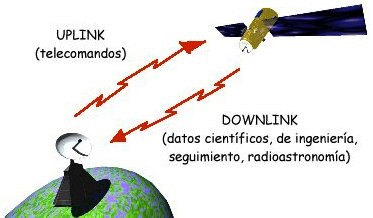
Uplink și downlink

Semnalele transmisiilor de televiziunea prin satelit, se fac de la sol prin intermediul unei stații (uplink). Stațiile de sol folosesc emițătoare cu putere de cca 5-10 kW, antene parabolice de cca 20-25 m diametru și sunt dotate cu aparatura necesară de urmărire a evoluției sateliților. Antena de la sol este îndreptată spre un anumit satelit (downlink), iar semnalele sunt transmise într-un anumit interval de frecvențe, care sunt primite de către transponder-ul satelitului.
Transponder-ul de pe satelit efectuează retransmiterea semnalelor TV înapoi la utilizator, dar la o altă bandă de frecvență, de obicei în banda C (4 ... 8 GHz), sau banda Ku (12 ... 18 GHz), sau ambele.

### Transmisie în semnal analogic
Semnalul analogic de televiziune prin satelit este trimis într-un pachet care cuprinde semnal video și audio în standard NTSC, PAL, sau  SECAM. În Europa, transmisia prin semnal analogic este în prezent înlocuită în totalitate de cea digitală.

### Transmisie în semnal digital
Semnalul digital de televiziune prin satelit are ca particularități specifice:  
- Utilizează modulația QPSK (8-PSK sau 16-QAM).
- Lărgimea canalului este de 33 MHz.
- Debitul total de informație este de 38 Mbit/s, transmisie de 4 ... 10 programe TV în cadrul unei benzi de 7 ... 8 MHz.

### Metode de recepție
- DBSTV (Direct-broadcast satellite television), cunoscut și sub denumirea de „Direct-to-home television” (DTHTV), care permite receptia cu antene parabolice.
- DVB-S (direct broadcast satelitte - standard), reprezintă sistemul standard de transmitere și este folosit de cei mai mulți provideri de programe TV transmise prin satelit.
- CAM (Conditional-access module) sub forma unei cartele inteligente; accesul la aceste programe se face prin achiziționarea unui abonament, de obicei o cartelă de acces care se introduce în receptorul de satelit și care decodează programul recepționat.
- FTA (free-to-air) sunt acele programe transmise liber, necodate, a căror recepție nu necesită decodare. În România, canale free-to-air sunt: PRO TV Internațional, Prima TV, TVR Internațional, Realitatea TV, B1 TV, România TV etc.[2]

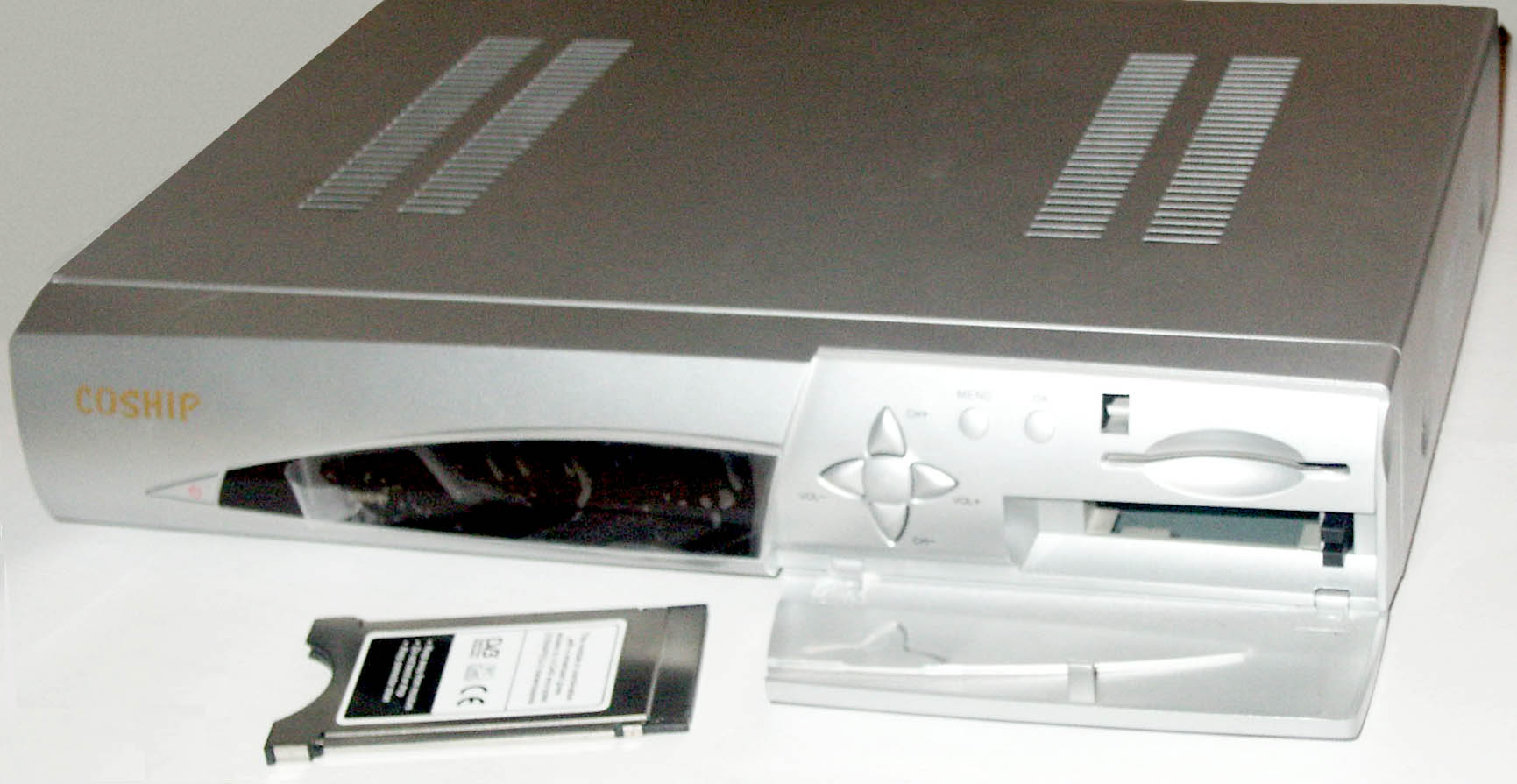
Receptor și card de acces

Criptarea/codarea semnalelor de televiziune transmise prin satelit se face prin sistemele de criptare a semnalelor de televiziune cum ar fi acces condiționat (CA) sau sistem de acces condiționat (CAS). Printre cele mai cunoscute astfel de sisteme se numă BISS, Conax, Digicipher, Irdeto, Nagravision, Viacces, SECA  Mediaguard, Cryptoworks, PowerVu, Viaccess, Videocipher, VideoGuard etc.
Accesul la aceste programe se face prin achiziționarea unui abonament, care este de obicei o cartelă de acces ce se introduce în receptor și care decodează, programul recepționat.

## Echipament
Instalația de recepție prin satelit este compusă din:
- antenă parabolică
- sateliți (sistemul de poziționare)
- receptor

### Antenă parabolică

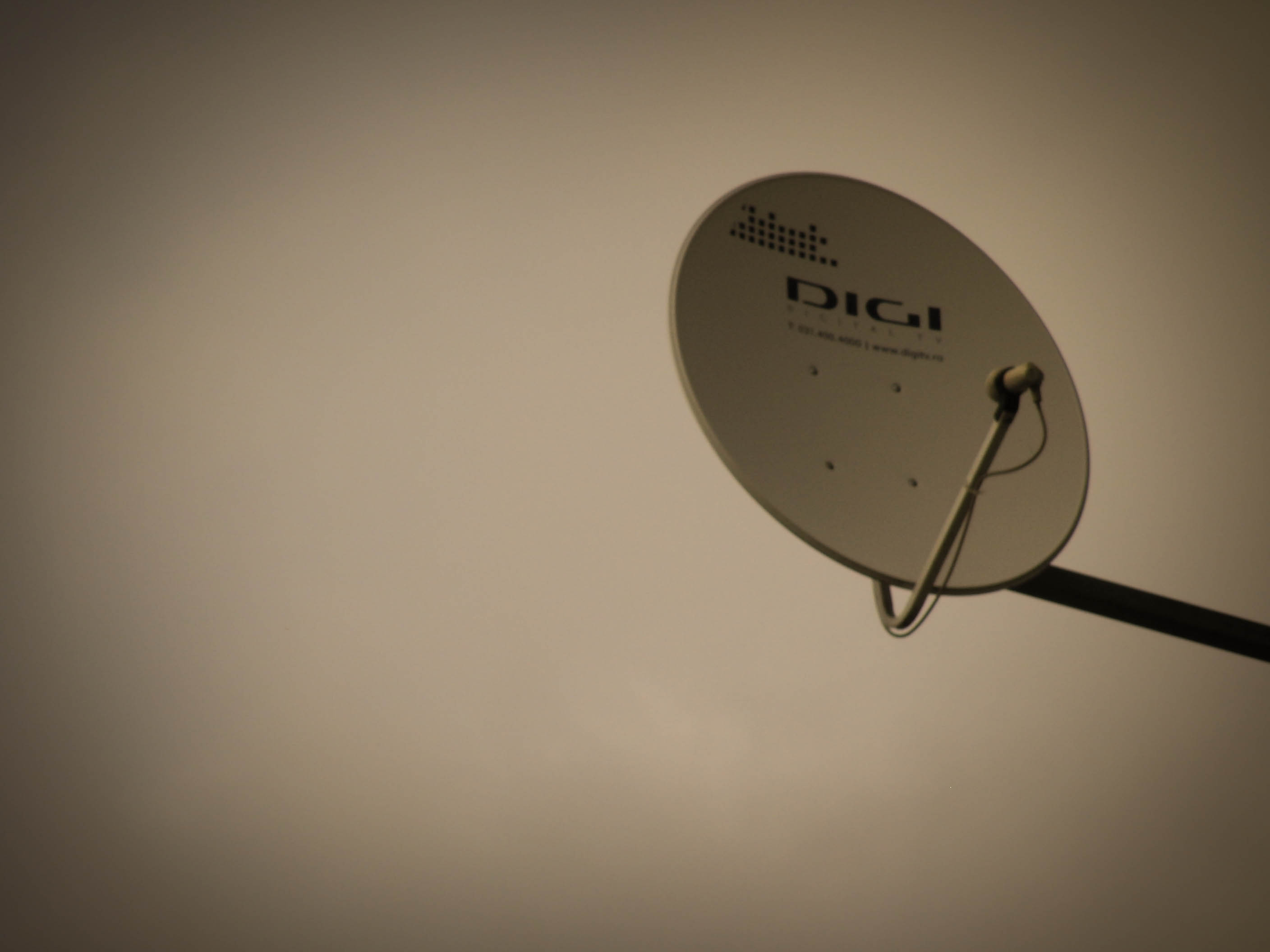
Antenă parabolică pentru recepționarea tranmisiilor TV prin satelit

Semnalul de la satelit este un semnal slab, de la mare distanță, care poate fi recepționat cu o antenă parabolică. Antena reflectă semnalul în punctul focal în care este montat un dispozitiv numit „feedhorn” (ghid de undă) care conduce semnalul către elementul de recepție,  numit „convertor de zgomot redus” (engleză: low-noise block - LNB sau low noise-converter LNC). Sunt două tipuri de antene parabolice, numite „offset” și „prime focus” (prim focar).
- antene offset: au elementul de recepție LNB situat excentric față de centrul antenei, într-un focar secundar; au în general diametrul de până la 1,8m.
- antene prime focus: la care LNB-ul este situat în centrul antenei în focarul principal; sunt de dimensiuni mai mari, 3m, sau chiar 3,5m în diametru.

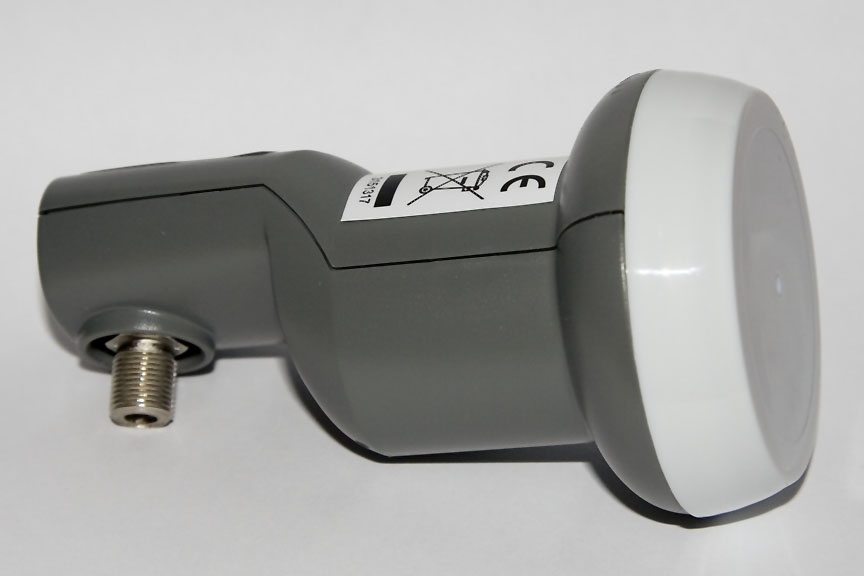
Low-Noise Block

Convertorul de zgomot redus LNB, este dispozitivul principal care efectuează recepția și conversia frecventei semnalelor provenite de la satelit.  Actualele LNB-uri au raport semnal/zgomot de 0,2 - 0,4 dB.

### Sateliți (sistemul de poziționare)
Sateliții utilizați pentru transmisia semnalelor de televiziune, sunt plasați pe orbită geostationară ecuatorială, la înălțimea de 36 000 km.
Principalele benzi de frecvență pe care funcționează sateliții pentru televiziune sunt banda C (4 ... 8 GHz) și banda Ku (12 ... 14 GHz). 
Pentru evitarea interferenței, sateliții trebuie să aibă o distanță între ei de 2° pentru cei cu banda C, și de 1° pentru banda Ku. 
Sateliții destinați în special televiziunii, sunt de două categorii:
- sateliți DBS (Direct-broadcast satellite) - funcționează în banda Ku, și sunt utilizati în servicii de tip DTH (Direct To Home), transmisiunea se face direct către utilizator prin antena parabolică. Sateliții in banda Ku folosesc antene parabolice mici, cu diametre de 0,4-0,6 m, și polarizare circulară și au până la 32 de canale receptare-emitere.

Companii furnizoare de servicii DTH sunt: Eutelsat (Franța), Deutsche Telekom (Germania), Intelsat (Luxemburg), Inmarsat (Marea Britanie), Lamit Company (Romania), Hispasat (Spania), Turksat (Turcia) și DirecTV (SUA) etc.
În România, primul sistem DTH lansat a fost Focus Sat (Freesat), urmat la scurt timp de Digi TV (RCS & RDS), Max TV (AKTA Arhivat în 31 mai 2016, la Wayback Machine.), Boom TV (DTH Television Grup), Orange Home TV (Orange TV) și Telekom TV (Telekom).
- sateliți FSS (Fixed-satellite service) - operează în banda C și porțiunile joase ale benzii Ku și folosesc antene parabolice mai mari, cu polarizare lineară, dar cu putere mai mică. Sateliții care folosesc banda C au 24 de canale de receptare-emitere, cu o lățime de bandă de 36-50 Mbit/s.

Sateliții FSS acoperă aproape toate tipurile de servicii de telecomunicații: transmisiuni către stații de radio sau televiziune, transmisiuni telefonice sau de date, transmisiuni video în direct, videoconferințe, învățământ la distanță, transmisiuni către furnizorii de televiziune prin cablu. Prin serviciul TVRO (Television Receive Only), sateliții FSS furnizează și servicii DTH, la un preț mai scăzut decât cele ale sateliților DBS.
Sateliți de televiziune mai importanți sunt: Hot Bird, Astra, Hispasat, Hellas-Sat, Badr, Thor,  Amos, Intelsat, Sirius, Spaceway, DirectTV, Americom, PanAmSat, Arabsat etc.

### Receptor

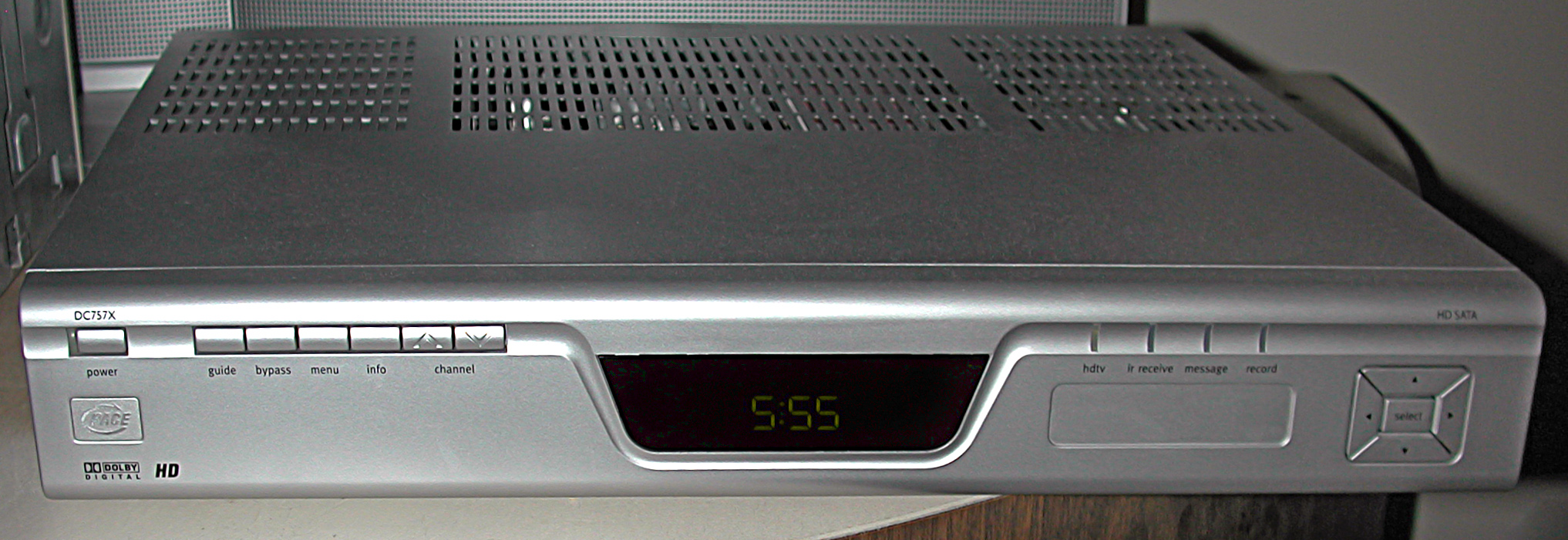
Receptor

Receptorul, receiver sau decodor uneori denumit și set-top box, este aparatul cu care se recepționează semnalele transmise codat sau necodat, în diverse standarde și le decodează pentru a putea fi interpretate de aparatul TV. Receiver-ul se conectează la televizor prin intermediul unei mufe SCART, Conector RCA sau S/PDIF. Receptorul poate fi și încorporat în aparatul TV.

## Avantaje
Televiziunea prin satelit are mai multe avantaje față de televiziunea digitală terestră, cum ar fi: 
- calitate digitală HD a imaginilor
- ușurință în utilizare
- legătură directă cu satelitul, fără a depinde de rețelele de cablu
- posibilitatea de a selecta tipul de subtitrare, pentru canalele și programele transmise în limbi străine
- recepționare de mesaje de la compania furnizoare de televiziune prin satelit
- filtrarea unor anumite canale
- gruparea canalelor pe categorii

## Dezavantaje
- satelitul poate fi orientat doar către anumite puncte cardinale.
- cost inițial ridicat de dotare și instalare
- număr relativ limitat de canale free-to-air
- semnalul poate dispărea în cazul fenomenelor meteorologice severe.[11]

## DVB-S2
Standardul DVB-S2 este proiectat ca succesor al standardului DVB-S.

## DVB-SH
Televiziune digitală prin satelit pentru utilizatori mobili.